# Cristiana Mazzoni
Cristiana Mazzoni, née le 14 avril 1963 à Bolzano en Italie, est une architecte et universitaire franco-italienne,.

## Biographie
Cristiana Mazzoni est diplômée de l’Istituto Universitario di Architettura di Venezia (IUAV), où elle a suivi notamment l’enseignement de l’architecte Aldo Rossi. Elle obtient un doctorat en urbanisme et aménagement à l’Université Paris-VIII-Vincennes-Saint-Denis en 2000, avec une thèse consacrée à l’évolution des formes urbaines parisiennes entre 1919 et 1939. En 2008, elle obtient une habilitation à diriger des recherches (HDR) à l’Université Paris-VIII-Vincennes-Saint-Denis, avec un travail portant sur la lecture et la compréhension de la ville dans la perspective critique de la Tendenza.

## Parcours académique et professionnel
Depuis 1990, Cristiana Mazzoni enseigne dans diverses écoles nationales supérieures d’architecture et universiés, notamment à l’École nationale supérieure d’architecture de Paris-Belleville et à l’École nationale supérieure d’architecture de Strasbourg. Elle a occupé des postes de direction au sein de laboratoires de recherche tels que l’UMR AUSser (CNRS MC 3329) de 2018 à 2024 et le laboratoire AMUP (EA 7309, ENSAS-INSA de Strasbourg) de 2009 à 2018. Par ailleurs, elle encadre des séminaires doctoraux et de master sur la ville, le territoire et l’organisation des grands événements métropolitains, et a dirigé une vingtaine de thèses en urbanisme et aménagement.
Depuis janvier 2025, elle est co-directrice de l’Institut parisien de recherche : architecture, urbanistique, société (IPRAUS) à l’École nationale supérieure d’architecture de Paris-Belleville. Elle préside également la Chaire franco-chinoise MAGE (Métropoles et architecture des grands événements), créée en partenariat l’UMR AUSser, l’École nationale supérieure d’architecture de Paris-Belleville et la CAUP-Tongji University de Shanghai,.
En plus de ses activités d’enseignement et de recherche, Cristiana Mazzoni est architecte inscrite à l’Ordre des architectes de l’Île-de-France. À la fin des années 1990, elle s'associe avec Yannis Tsiomis et créent l’atelier CMYT. Après le décès de Yannis Tsiomis elle a fondé l’Atelier CMT – Conception, Maîtrise d’œuvre, Technique.

## Publications (sélection)
- Gares. Architectures 1990-2010 (2001). Arles: Actes Sud.  (ISBN 9782742732630) (auteur)
- Stazioni. Architetture, 1990-2010 (2001). Milan: Federico Motta.  (ISBN 9788871793108) (auteur)
- De la ville-parc à l’immeuble à cour ouverte. Paris 1919-1939 (2002). Villeneuve d’Ascq: Presses Universitaires du Septentrion. (ISBN 9782729542191) (auteur)
- Stazione-ponte a Basilea – SBB Basel. Cruz/Ortiz/Giraudi/Wettstein (2005). Florence: Alinea.  (ISBN 9788881259625) (auteur)
- Les Cours: De la Renaissance italienne au Paris d'aujourd'hui (2007). Arles: Actes Sud.  (ISBN 9782742762385) (auteur)
- Paris, Métropoles en Miroir. Stratégies urbaines en Ile-de-France (2012). Paris: La Découverte.  (ISBN 9782707173911) (édité avec Yannis Tsiomis)
- La Tendenza, une avant-garde italienne. 1950-1980 (2013). Marseille: Parenthèses.  (ISBN 9782863642863)(auteur)
- Strasbourg métropole, Ourlets Urbains dans la ville-mosaïques (2014). Paris: La Commune.  (ISBN 9791094148013) (édité avec Andreea Grigorovschi)
- La ville Parfaitement Imparfaite : mélanges offerts à Michaël Darin (2014). Paris: La Commune.  (ISBN 9791094148020) (édité avec Anne-Marie Châtelet et Michel Denès)
- Strasbourg métropole. Images et Récits pour la ville archipel (2014). Paris: La Commune.  (ISBN 9791094148006) (co-auteur avec Luna D'Emilio)
- Shanghai, ville kaléidoscopique (2017). Paris: La Commune.  (ISBN 9791094148044) (édité avec Andreea Grigorovschi, Lang Fan et Yang Liu)
- Le Grand Paris à l’heure des JOP 2024 (2023). Paris: La Découverte.  (ISBN 9791094148167) (édité avec Joanne Vajda)
- Écologie riveraine : la Seine-Saint-Denis à horizon 2030 (2023). Paris: La Commune.  (ISBN 9791094148129) (édité avec Cyrille Hanappe et Béatrice Mariolle)